# Autobusonderneming J.H. van Ballegooijen

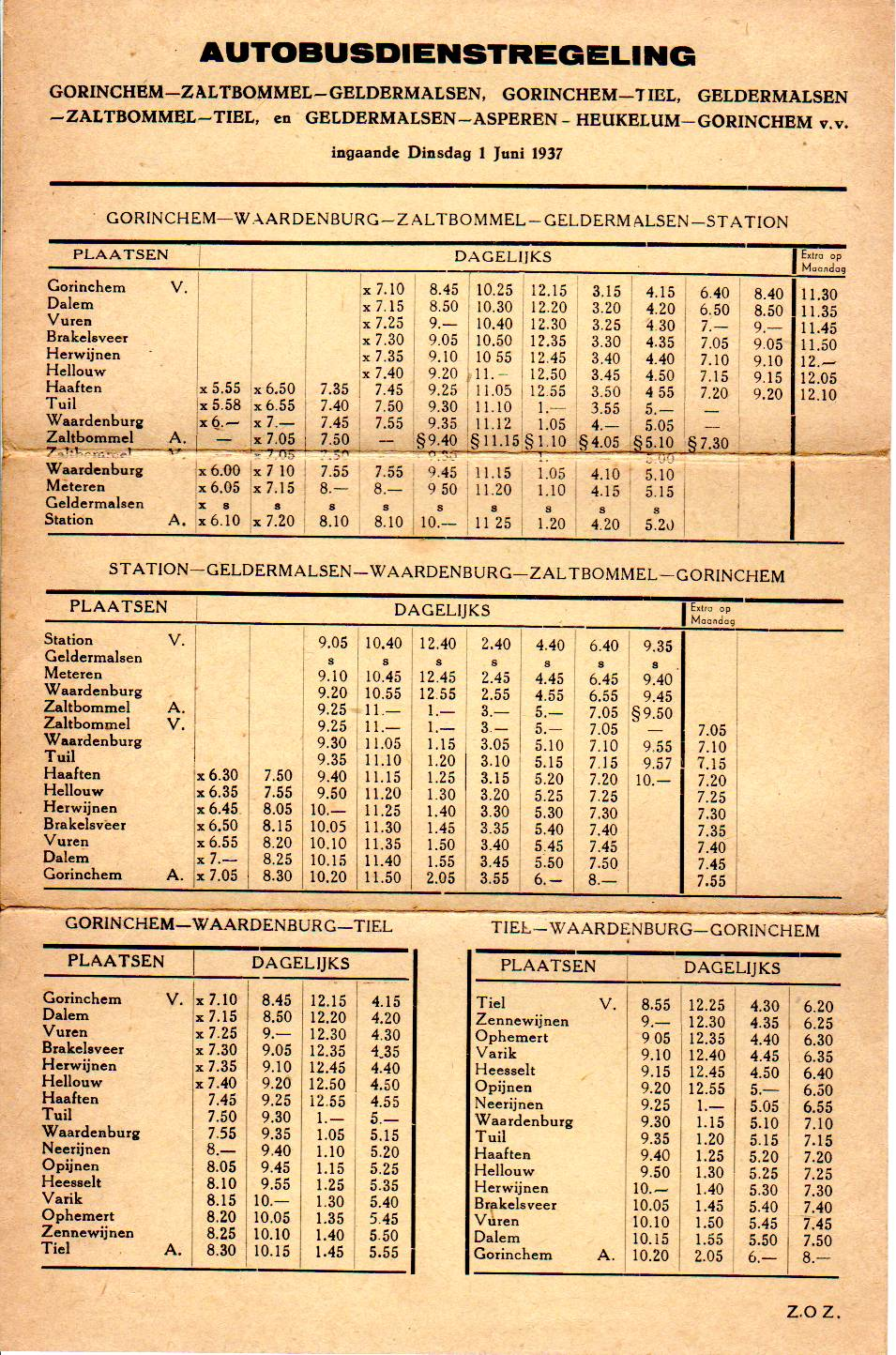
Dienstregeling van Van Ballegooijen uit 1937.

Autobusonderneming J.H. van Ballegooijen is een voormalige busonderneming die bestaan heeft van 1923 tot 1966 en gevestigd was te Haaften in de Betuwe. Het vervoergebied bestond uit delen van de Tielerwaard en de Bommelerwaard.
Het bedrijf ontstond in 1923 toen Gijsbertus van Ballegooijen een busdienst startte op de lijn Gorinchem-Herwijnen-Haaften-Waardenburg-Ophemert-Tiel. In 1928 werd het bedrijf overgenomen door Jan Hillebrand van Ballegooijen, de zoon van Gijsbertus. In 1930 werd een verbinding geopend tussen Waardenburg en Geldermalsen. In 1934 werd de Bommelse Brug geopend en werd het station Waardenburg aan de spoorlijn Utrecht - 's-Hertogenbosch gesloten. J.H. van Ballegooijen opende hierop een buslijn tussen Waardenburg en station Zaltbommel. In 1937 nam Van Ballegooijen een lijn over tussen Gorinchem en Geldermalsen langs de Linge.

## Dienstuitvoering
In 1963 waren de volgende buslijnen in bedrijf:
- 1: Gorinchem - Waardenburg - Geldermalsen (tweeuursdienst)
- 2: Waardenburg - Zaltbommel - Brakel - Poederoyen (tweeuursdienst)
- 3: Waardenburg - Tiel (tweeuursdienst)
- 4: Geldermalsen - Asperen - Gorinchem (enkele ritten per dag)
- A: Enspijk - 's-Hertogenbosch (alleen op woensdag tijdens markt in 's Hertogenbosch)

## Samenwerking en fusie
In de vroege jaren vijftig werd samenwerking aangegaan met twee andere busbedrijven, de ETAO te Tiel en Onze Tram te Rossum. Elk der drie kleine ondernemers bleef zelfstandig, maar de samenwerking werd zichtbaar door onder meer de uitgave van een gemeenschappelijk dienstregelingboekje. 
In 1966 werden de aandelen van de in 1958 tot naamloze vennootschap omgevormde onderneming door de familie Van Ballegooijen overgedragen aan de Nederlandse Buurtvervoer Maatschappij (NBM) te Zeist, een dochteronderneming van de Nederlandse Spoorwegen. Op 1 juni van datzelfde jaar fuseerde het bedrijf met de ETAO en de Velox te Andelst tot de Betuwse Streekvervoer Maatschappij, gevestigd te Tiel.